# Leopold Franz de Habsburg-Toscana
Arhiducele Leopold Franz de Austria (în germană Leopold Franz Peter Ferdinand Maria Joseph Gottfried Georg Karl Otto Rudolf Michael, Erzherzog von Österreich, Prinz von Toskana; n. 25 octombrie 1942, Starnberg, Bavaria, Reich-ul German – d. 23 iunie 2021) a fost un membru al liniei toscane a Casei de Habsburg-Lorena și Arhiduce și Prinț de Austria, Prinț al Ungariei, Boemiei și Toscanei prin naștere. Leopold Franz a preluat șefia Casei de Habsburg-Lorena în perioada 21 ianuarie 1948 - 18 iunie 1993.

## Biografie
Leopold Franz a fost al treilea copil și singurul fiu al Arhiducelui Gottfried de Austria și a soției acestuia, Prințesa Dorothea de Bavaria.
Leopold Franz s-a căsătorit la 19 iunie 1965 cu Laetitia de Belzunce d'Arenberg, primul copil și singura fiică a marchizului Henri de Belzunce, un nobil francez, și a soției acestuia, Marie-Thérèse de la Poëze d'Harambure. Căsători religioasă a avut loc la 28 iulie 1965 la Menetou-Salon. Leopold Franz și Laetitia au doi copii:
- Arhiducele Sigismund Otto de Austria, Prinț de Toscana (n. 21 aprilie 1966)
- Arhiducele Guntram Maria de Austria, Prinț de Toscana (n. 21 iulie 1967)

Leopold Franz și Laetitia au divorțat la 21 mai 1981. El s-a recăsătorit la 18 iunie 1993 cu Marta Perez Valverde, renunțând la drepturile sale asupra tronului Toscanei în favoarea fiului cel mare, Sigismund, actualul șef al Casei. Leopold Franz și Marta au divorțat în 1998.